# Куиннипиаки

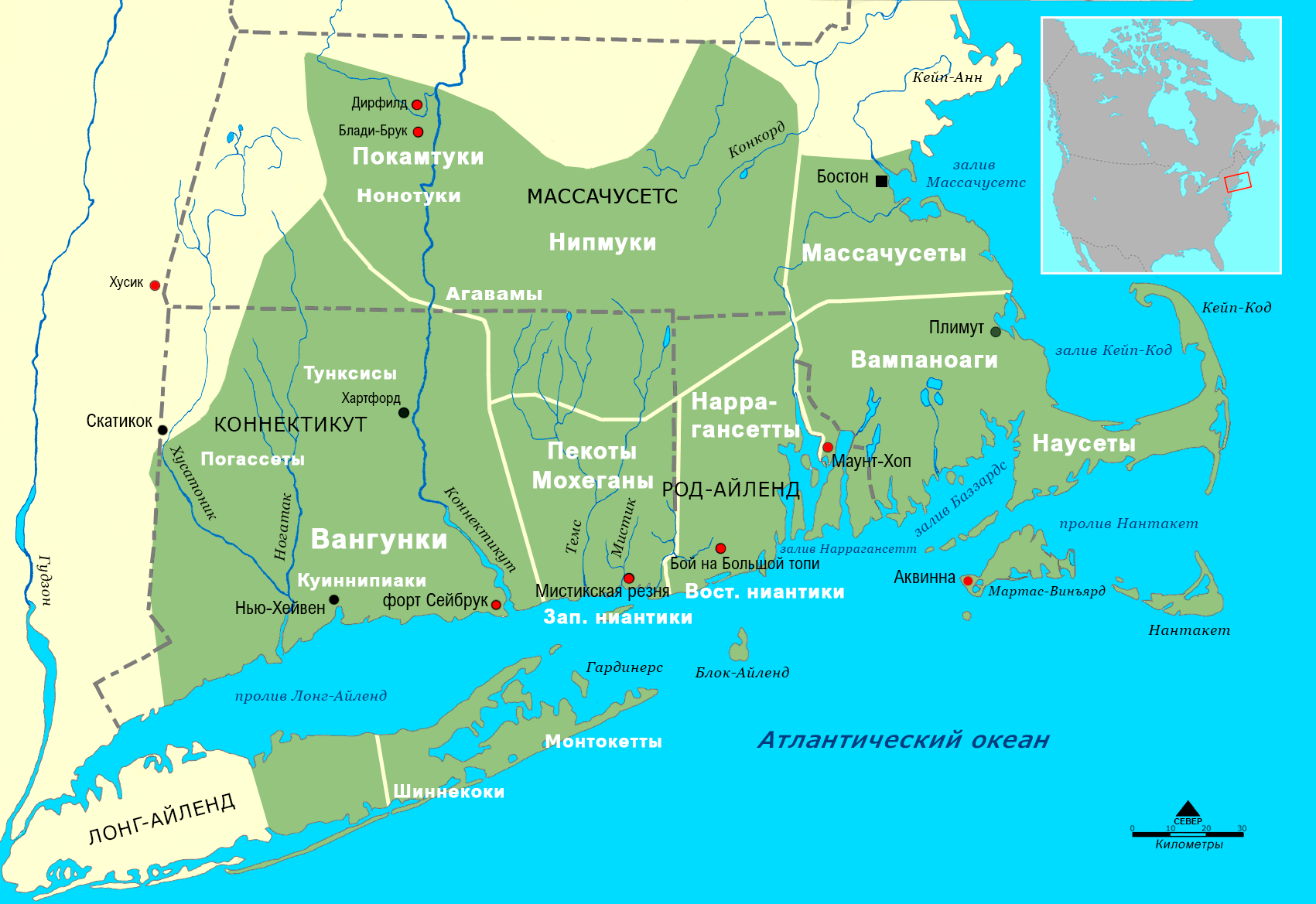
Традиционная территория куиннипиаков и соседних племён

Куиннипиаки (англ. Quinnipiac) — алгонкиноязычное индейское племя, которое на ранней стадии европейской колонизации Северной Америки населяло юго-западную часть современного американского штата Коннектикут. Говорили на языке куирипи.

## История
Первоначальная территория куиннипиаков включала десять современных городов в округе Нью-Хейвен, от атлантического побережья в Уэст-Хейвене до 32 км вглубь страны, от Вудбриджа на западе до Мадисона на востоке. В целом племя занимало территорию более 750 км². Численность населения племени в начале XVII века неизвестны, но, возможно, куиннипиаков было более 4000 человек. Это число сократилось на 90 % после того, как волны эпидемий оспы, вызванные контактами с европейцами, уничтожили индейские общины на юге Новой Англии в 1634 и 1635 годах.
К 1638 году выжившие куиннипиаки жили в четырёх разных, но связанных между собой деревнях вдоль пролива Лонг-Айленд: Куиннипиак ( современный город Нью-Хейвен), Монотвезе (Норт-Хейвен), Менункатак (Гилфорд) и Тотокет (Бранфорд).
Постепенно колониальные власти начали приобретать земли племени, но при этом, зарезервировали ограниченную территорию, на которой могли остаться уцелевшие общины куиннипиаков, создав первую индейскую резервацию в Америке. После дальнейшей утраты земель в XVIII веке некоторые члены племени переехали в резервацию, созданную для них в Ист-Маунтин в Уотербери или в Фармингтон к тунксисам, остальные примкнули к другим алгонкинским племенам. Позднее, многие оставшиеся куиннипиаки мигрировали вместе с тунксисами в резервацию племени онайда, где они присоединились к другим молящимся индейцам. Хотя потомки куиннипиаков всё ещё живут в Коннектикуте и по всей стране, это сообщество в настоящее время не является одним из признанных племён штата Коннектикут и не признано на федеральном уровне.  